# Passiflora involucrata
Passiflora involucrata là một loài thực vật có hoa trong họ Lạc tiên. Loài này được (Mast.) A.H. Gentry mô tả khoa học đầu tiên năm 1981.